# Jean Shiley
Jean Shiley (Estados Unidos, 20 de noviembre de 1911-11 de marzo de 1998) fue una atleta estadounidense, especialista en la prueba de salto de altura en la que llegó a ser campeona olímpica en 1932 y Plusmarquista mundial durante casi siete años, desde el 7 de agosto de 1932 al 29 de mayo de 1939; su mejor salto fue de 1.65 metros.

## Carrera deportiva
En los JJ. OO. de Los Ángeles 1932 ganó la medalla de oro en el salto de altura, saltando por encima de 1.65 metros, superando a su compatriota la también estadounidense Babe Didrikson (plata también con 1.65 m pero en más intentos) y a la canadiense Eva Dawes (bronce con 1.60 metros).